# Bolton Disaster
Das Bolton Disaster (die Bolton-Katastrophe) war ein schweres Zuschauerunglück während eines Fußballspiels im englischen Ort Bolton am 9. März 1946. 33 Menschen fanden den Tod; mehr als 500 wurden zum Teil schwer verletzt.

## Das Unglück
In der sechsten Runde des FA Cups trafen die Bolton Wanderers und Stoke City aufeinander. Das Rückspiel im Burnden Park war mit 65.000 Besuchern restlos ausverkauft. Dennoch befanden sich weitere 20.000 Menschen außerhalb des Stadions und versuchten, noch hineinzukommen. Kurz vor dem Anpfiff gaben die Einlasssperren nach und die Menge drängte in den Zuschauerraum. Zwei Spielfeldabsperrungen waren dem enormen Druck nicht gewachsen und zerbrachen wenig später ebenfalls, sodass die vorderste Reihe zu Boden gedrückt wurde und sich gleichzeitig die Menge unkontrolliert auf den Platz ergoss.

## Der Skandal
Das Spiel wurde nach einer kurzen Unterbrechung, welche die Polizei dazu nutzte, die Massen zumindest hinter die Torlinie zu drängen, fortgesetzt, bis wenige Minuten später ein Polizist auf den Platz lief und Schiedsrichter Dutton mitteilte, dass ein Zuschauer gestorben war. Dieser wies daraufhin die Mannschaftskapitäne Harry Hubbick und Neil Franklin an, die Teams vom Feld zu führen. Auf Anordnung des Boltoner Polizeichefs wurde das Match jedoch nach 26 Minuten wieder angepfiffen, während die bedeckten Leichen am Spielfeldrand abgelegt wurden. Trotz erheblicher Proteste spielten die beiden Mannschaften die Begegnung zu Ende. Das Weiterkommen von Bolton interessierte letztendlich niemanden mehr.

## Folgen
Das Unglück galt bis zum zweiten Ibrox Disaster 1971 als schlimmster Zwischenfall bei einem Fußballspiel in Großbritannien. Als Reaktion auf die Bolton-Katastrophe ordnete das britische Innenministerium strengere Kontrollen sowie Betriebsgenehmigungen für Stadien an. Zudem gab es eine offizielle Untersuchung des Vorfalls, an deren Ende der Jurist Moelwyn Hughes in seinem Bericht eine deutliche Reduzierung der Zuschauerkapazität empfahl.